# Rastovača (Plitvička Jezera)
Rastovača falu Horvátországban Lika-Zengg megyében. Közigazgatásilag Plitvička Jezerához tartozik.

## Fekvése
Otocsántól légvonalban 31 km-re, közúton 65 km-re keletre, községközpontjától, Korenicától légvonalban 20 km-re közúton 23 km-re északnyugatra, a Plitvicei-tavak Nemzeti Park északi határán fekszik.

## Története
A Plitvicei-tavak környéke a 17. század végén kezdett benépesülni, miután 1689-ben a Lika területéről teljesen kiűzték a törököt. Az osztrák-török háborút lezáró 1791-es szisztovói békeszerződés után a törökök kiürítették a tavaktól keletre eső területeket is, és a határ megerősítésre került. Ennek keretében több őrtornyot emeltek, melyek őrzését határőrökre bízták. A katonai közigazgatás alatt álló területekről főként horvát határőrcsaládok telepedtek itt le. A falunak 1890-ben 231, 1910-ben 269 lakosa volt. A trianoni békeszerződés előtt Lika-Korbava vármegye Korenicai járásához tartozott. Ezt követően előbb a Szerb-Horvát-Szlovén Királyság, majd Jugoszlávia része lett. 1991-ben lakosságának 90 százaléka horvát volt. 1991-ben a független Horvátország része lett, de a közeli falvak szerb lakossága még az évben Krajinai Szerb Köztársasághoz csatlakozott. 1991. március 25-én a fellázadt szerbek otthonmaradt időseket gyilkoltak meg a településen. Szeptember 21-én újra megtámadták és teljesen felégették a falut, ismét időseket és elmenekülni képtelen embereket gyilkoltak meg. A horvát hadsereg 1995. augusztus 6-án a Vihar hadművelet keretében foglalta vissza a község területét. A falut később újjáépítették. 2011-ben 98 lakosa volt.

## Lakosság
| Lakosság változása | Lakosság változása | Lakosság változása | Lakosság változása | Lakosság változása | Lakosság változása | Lakosság változása | Lakosság változása | Lakosság változása | Lakosság változása | Lakosság változása | Lakosság változása | Lakosság változása | Lakosság változása | Lakosság változása | Lakosság változása |
| ------------------ | ------------------ | ------------------ | ------------------ | ------------------ | ------------------ | ------------------ | ------------------ | ------------------ | ------------------ | ------------------ | ------------------ | ------------------ | ------------------ | ------------------ | ------------------ |
| 1857               | 1869               | 1880               | 1890               | 1900               | 1910               | 1921               | 1931               | 1948               | 1953               | 1961               | 1971               | 1981               | 1991               | 2001               | 2011               |
| 0                  | 0                  | 0                  | 231                | 345                | 269                | 169                | 320                | 131                | 125                | 117                | 109                | 109                | 115                | 90                 | 98                 |

(1880-ig lakosságát Smoljanachoz számították)